# Orco Feglino
Orco Feglino là một đô thị ở tỉnh Savona ở vùng Liguria của Ý, có khoảng cách khoảng 50 km về phía tây nam của Genoa và khoảng 30 km về phía tây nam của Savona in the upper valley of the Aquila stream. It consists of the two villages of Orco and Feglino.
Orco Feglino giáp các đô thị: Calice Ligure, Finale Ligure, Mallare, Quiliano và Vezzi Portio.